# Ехо (Орегон)
Ехо (англ. Echo) — місто (англ. city) в США, в окрузі Уматілла штату Орегон. Населення — 632 особи (2020).

## Географія
Ехо розташоване за координатами 45°44′35″ пн. ш. 119°11′31″ зх. д. / 45.74306° пн. ш. 119.19194° зх. д. (45.743062, -119.192032).  За даними Бюро перепису населення США в 2010 році місто мало площу 1,50 км², уся площа — суходіл.

## Демографія
Згідно з переписом 2010 року, у місті мешкало 699 осіб у 245 домогосподарствах у складі 177 родин. Густота населення становила 465 осіб/км².  Було 256 помешкань (170/км²).
Расовий склад населення:
| - 86,1 % — білих - 1,0 % — корінних американців - 0,7 % — вихідців з тихоокеанських островів - 9,6 % — осіб інших рас |

До двох чи більше рас належало 2,6 %. Частка іспаномовних становила 12,4 % від усіх жителів.
За віковим діапазоном населення розподілялося таким чином: 30,0 % — особи молодші 18 років, 56,7 % — особи у віці 18—64 років, 13,3 % — особи у віці 65 років та старші. Медіана віку мешканця становила 37,5 року. На 100 осіб жіночої статі у місті припадало 102,0 чоловіків;  на 100 жінок у віці від 18 років та старших — 99,6 чоловіків також старших 18 років.
Середній дохід на одне домашнє господарство  становив 54 650 доларів США (медіана — 44 875), а середній дохід на одну сім'ю — 62 456 доларів (медіана — 50 625). За межею бідності перебувало 17,9 % осіб, у тому числі 33,8 % дітей у віці до 18 років та 12,4 % осіб у віці 65 років та старших.
Цивільне працевлаштоване населення становило 314 особи. Основні галузі зайнятості: освіта, охорона здоров'я та соціальна допомога — 21,7 %, виробництво — 17,5 %, роздрібна торгівля — 15,9 %.